# Thelaira medvedevi
Thelaira medvedevi är en tvåvingeart som beskrevs av Richter 2004. Thelaira medvedevi ingår i släktet Thelaira och familjen parasitflugor. Inga underarter finns listade i Catalogue of Life.